# DON 680M
DON 680M (Дон 680М 580) — российский кормоуборочный комбайн серии «Don», является дальнейшим развитием модели «Дон 680» производившейся с 1986 года. Разработан и создан группой компаний Ростсельмаш в 2006 году. Предназначен для сезонной уборки зерновых, зернобобовых и эфиромасличных культур на полях средних и малых предприятий с поголовьем крупного рогатого скота до 500 голов. Производится в Ростове-на-Дону.

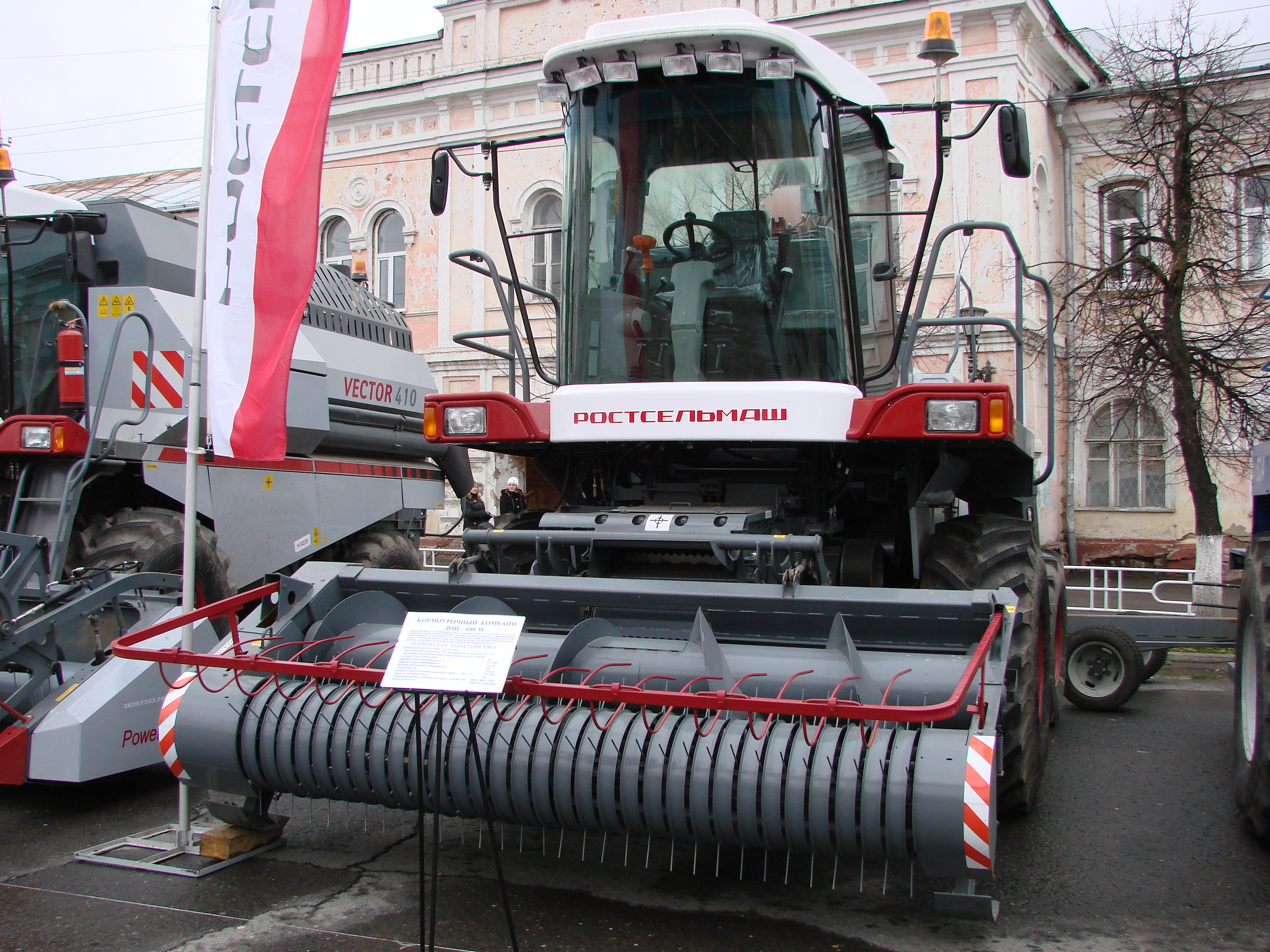
Кормоуборочный комбайн Don 680M

DON 680M — победитель инициированных департаментом научно-технологической политики и образования Минсельхоза России Всероссийских конкурсов «Лучшая сельскохозяйственная машина» (2011, 2013, 2015, 2017) в номинациях «Лучшая кормозаготовительная техника».